# DFS 194
DFS 194 bylo raketovým motorem poháněné letadlo navržené Alexandrem Lippischem pro DFS (Německý institut pro vzduchoplavbu).

## Vývoj
DFS 194 bylo založeno na Lippischově sérii bezocasých letadel Delta. Původně se mělo jednat o bezocasé letadlo podobné stroji DFS 40, poháněné běžným pístovým motorem a tlačnou vrtulí. Podle tohoto návrhu byl sestrojen první drak v roce 1939.
Lippischovy návrhy přilákaly pozornost RLM (říšské ministerstvo letectví), které věřilo, že bezocasé letadlo bude skvělým základem pro raketovou stíhačku. 2. ledna 1939 začal Lippisch a jeho skupina pracovat pro firmu Messerschmitt na stroji, jehož název byl „Projekt X“. DFS 194 byl upravený pro raketový motor Walter R I-203 navržený Hellmuthem Walterem a v říjnu letoun podstoupil testování motorů v Peenemünde. Začátkem roku proběhly první testy ve vzduchu s motorem. Pilotoval Heini Dittmar. Letadlo letělo dobře, dosáhlo maximální rychlosti 550 km/h a letové vlastnosti byly výborné, na rozdíl od stroje Heinkel He 176, který byl testován 20. června roku 1939 se starší verzí motoru.
Vypočítalo se, že stroj by měl dobré letové vlastnosti i při dvojnásobné rychlosti, než jaké bylo dosaženo. Výborné výsledky ukázaly cestu k druhé fázi projektu, který byl na prvním místě zájmů RLM. Následujícího roku byl výsledkem projektu stroj Me 163 Komet.

## Specifikace

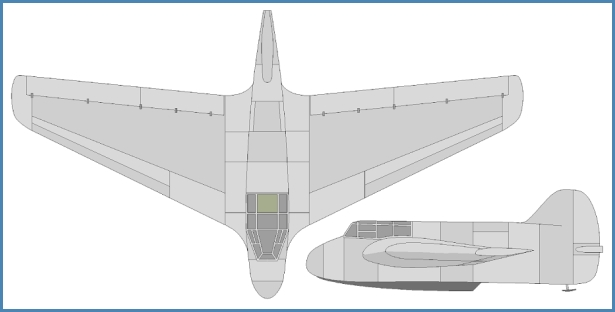
Nákres DFS 194

### Technické údaje
- Posádka: 1 (pilot)
- Rozpětí: 10,4 m
- Délka: 6,4 m
- Výška: 2,13 m
- Nosná plocha: 18 m²
- Vzletová hmotnost: 2 100 kg
- Pohonná jednotka: 1x raketový motor Walter R I-203 o tahu 3,9 kN (882 lbf)

### Výkony
- Maximální rychlost: 550 km/h
- Stoupavost: 1 615 m/s